# Охата Аюму
Охата Аюму (яп. 大畑 歩夢, нар. 27 квітня 2001, Префектура Фукуока) — японський футболіст, захисник клубу «Урава Ред Даймондс» та олімпійської збірної Японії.

## Клубна кар'єра
Народився 27 квітня 2001 року в префектурі Фукуока. Вихованець юнацьких команд футбольних клубів «Кокурамінамі» та «Саган Тосу».
У дорослому футболі дебютував 2020 року виступами за команду «Саган Тосу», в якій провів один сезон, взявши участь у 43 матчах чемпіонату. Більшість часу, проведеного у складі «Саган Тосу», був основним гравцем захисту команди.
До складу клубу «Урава Ред Даймондс» приєднався 2022 року. Того ж року виборов у його складі Суперкубок Японії та переміг у  Клубному чемпіонаті Азії. 

## Виступи за збірні
З 2022 року залучається до складу молодіжної збірної Японії. На молодіжному рівні зіграв у 12 офіційних матчах.
2024 року включений до лав олімпійської збірної Японії. У її складі — учасник футбольного турніру на Олімпійських іграх 2024 року в Парижі.

## Титули і досягнення
- Володар Суперкубка Японії (1):

«Урава Ред Даймондс»: 2022
- Клубний чемпіон Азії (1):

«Урава Ред Даймондс»: 2022